# Skitsystem
Skitsystem es una banda de crust punk formada en Göteborg (Suecia) en 1994. Su sonido está enormemente influenciado por el death metal y el d-beat. En la actualidad, los miembros de la banda son procedentes de diferentes bandas de death metal y todos tienen en común el interés por el d-beat. Initially the group was a side-project of two members of At the Gates.
La banda anunció en diciembre de 2007 en su página web oficial que iban a entrar en un parón indefinido. En noviembre de 2009, Skitsystem anunció planes para tocar dos conciertos a finales de febrero del 2010, con posibles intenciones de seguir.
Fredrik Wallenberg cita como principales influencias a Anti Cimex, Asocial, Discharge, Doom y Disrupt.

## Miembros de la banda

### Miembros actuales
- Mikael "Micke" Kjellman - Guitarra
- Fredrik Wallenberg - Guitarra, voz
- Alex Höglind - Bajo, voz
- Karl "Kalle" Persson - Batería

### Antiguos miembros
- Tomas "Tompa" Lindberg - Guitarra y voz (1994-2004)
- Adrian Erlandsson - Batería (1994-1997)

## Discografía
- 1995 - Profithysteri 7"
- 1996 - Ondskans Ansikte 10"
- 1997 - Levande Lik 7" (álbum split con Wolfbrigade)
- 1999 - Grå Värld / Svarta Tankar LP/CD
- 2001 - Enkel Resa Till Rännstenen LP/CD
- 2002 - Det tunga missbrukets karga ingenmansland/Det eviga hatet 7" (álbum split con Nasum)
- 2003 - Allt E Skit (Disco compilación con su primer sencillo)
- 2006 - Stigmata LP/CD
- 2006/2007 álbum split con Cyness.